# Jeff Koons
Cet article possède un paronyme, voir Koon.
 (mars 2025).
La mise en forme du texte ne suit pas les recommandations de Wikipédia : il faut le « wikifier ».
Les points d'amélioration suivants sont les cas les plus fréquents. Le détail des points à revoir est peut-être précisé sur la page de discussion.
- Les titres sont pré-formatés par le logiciel. Ils ne sont ni en capitales, ni en gras.
- Le texte ne doit pas être écrit en capitales (les noms de famille non plus), ni en gras, ni en italique, ni en « petit »…
- Le gras n'est utilisé que pour surligner le titre de l'article dans l'introduction, une seule fois.
- L'italique est rarement utilisé : mots en langue étrangère, titres d'œuvres, noms de bateaux, etc.
- Les citations ne sont pas en italique mais en corps de texte normal. Elles sont entourées par des guillemets français : « et ».
- Les listes à puces sont à éviter, des paragraphes rédigés étant largement préférés. Les tableaux sont à réserver à la présentation de données structurées (résultats, etc.).
- Les appels de note de bas de page (petits chiffres en exposant, introduits par l'outil «  Source ») sont à placer entre la fin de phrase et le point final[comme ça].
- Les liens internes (vers d'autres articles de Wikipédia) sont à choisir avec parcimonie. Créez des liens vers des articles approfondissant le sujet. Les termes génériques sans rapport avec le sujet sont à éviter, ainsi que les répétitions de liens vers un même terme.
- Les liens externes sont à placer uniquement dans une section « Liens externes », à la fin de l'article. Ces liens sont à choisir avec parcimonie suivant les règles définies. Si un lien sert de source à l'article, son insertion dans le texte est à faire par les notes de bas de page.
- La présentation des références doit suivre les conventions bibliographiques. Il est recommandé d'utiliser les modèles {{Ouvrage}}, {{Chapitre}}, {{Article}}, {{Lien web}} et/ou {{Bibliographie}}. Le mode d'édition visuel peut mettre en forme automatiquement les références.
- Insérer une infobox (cadre d'informations à droite) n'est pas obligatoire pour parachever la mise en page.

Pour une aide détaillée, merci de consulter Aide:Wikification.
Si vous pensez que ces points ont été résolus, vous pouvez retirer ce bandeau et améliorer la mise en forme d'un autre article.
Jeffrey Koons, né le 21 janvier 1955 à York en Pennsylvanie, est un plasticien et sculpteur associé au néo-pop. Critiquant l'esthétique kitsch, ses œuvres les plus célèbres sont l'Inflatable Rabbit, les Balloon Dogs, les Tulips ou encore Michael Jackson and Bubbles. En France, il organise Koons Versailles dans le château et les jardins de Versailles en 2008-2009 et sa Rétrospective au Centre Pompidou en 2014-2015.

## Biographie

### Enfance
Koons naît à York, en Pennsylvanie, de Henry et Gloria Koons. Son père était marchand de meubles et décorateur d'intérieur. Sa mère était couturière. Lorsque Jeff Koons a neuf ans, son père dépose de vieux tableaux copiés et signés par son fils dans la vitrine de son magasin afin d'attirer les visiteurs.
Lors de sa jeunesse, Jeff Koons travaille avec son père, fait du porte-à-porte pour vendre des rubans, des dentelles ou encore du papier cadeau, et vend du Coca-Cola sur un parcours de golf. Alors étudiant, il arrive à rencontrer Salvador Dalí, qu'il admire.

### Débuts
Après des études au Maryland Institute College of Art (en) de Baltimore, Jeff Koons s'installe en 1976 à New York. Il travaille jusqu'en 1979 comme responsable du guichet des abonnements au Museum of Modern Art. Vendant des fonds de placements pour financer son train de vie, il bricole des expériences artistiques, créant ainsi sa première œuvre, The New, des appareils électroménagers accrochés à des néons. Il ne tarde pas à être repéré par le milieu artistique new-yorkais.
Ses débuts sont pourtant compliqués et, à court d'argent, il retourne chez ses parents, qui vivent désormais en Floride, et travaille un temps comme démarcheur politique.
Il revient à New York et réalise la série Equilibrium, présentée dans sa première exposition en 1985, dans la galerie éphémère International with Monument.
Il devient courtier en matières premières à Wall Street afin de financer sa production artistique.

### Notoriété
Jeff Koons se fait connaître au milieu des années 1980 au sein d'une génération d'artistes qui ont exploré le sens de l'art à une époque où les médias étaient saturés. Il a créé un studio ressemblant à une usine dans un loft à SoHo à l'angle de Houston Street et de Broadway à New York, composé de plus de trente assistants. Chaque assistant était affecté à un aspect différent de la production de son travail, selon un mode similaire à celui de « l'Usine » d'Andy Warhol (remarquable car tout son travail est produit à l'aide d'une méthode connue sous le nom de fabrication d'art). Aujourd'hui, il possède une usine de 1 500 m2 près d'anciennes gares de triage à Chelsea, travaillant avec 90 à 120 assistants réguliers. Koons a mis au point un système de couleurs par numéros, afin que chacun de ses assistants puisse exécuter ses toiles et sculptures comme si elles avaient été réalisées d'une seule main.
Il a dit à propos de l'art : « Je pense que l'art vous emmène en dehors de vous-même, vous dépasse. Je crois que mon voyage a vraiment été de supprimer mon anxiété. C'est la clé. Plus vous pouvez supprimer l'anxiété, plus vous êtes libre de faire ce geste. Le dialogue est primordial avec l'artiste, mais ensuite il va vers l'extérieur et est partagé avec d'autres personnes. Et si l'angoisse disparaît, tout est si proche, tout est disponible, et c'est juste ce petit peu de confiance en soi, ou la confiance, que les gens doivent approfondir. »
Le succès lui ayant souri, ses œuvres sont désormais réalisées dans un atelier situé à Chelsea, avec plus de 100 assistants. Il ne réalise aucune œuvre lui-même, mais impulse des idées qu'il fait exécuter par ses collaborateurs professionnels.
Son Inflatable Rabbit, lapin gonflable réalisé en inox en 1986, et ses Balloon Dogs sont aujourd'hui considérés par les plus grands collectionneurs, dont François Pinault, comme des œuvres emblématiques de la fin du XXe siècle[réf. nécessaire].
L'art de Jeff Koons peut être considéré comme le point de rencontre entre plusieurs concepts : les ready-mades de Marcel Duchamp, les objets du quotidien démesurés de Claes Oldenburg, l'appropriation de l'objet plus qu'humain d'Arman et le pop art d'Andy Warhol ; l'artisanat d'art et l'imagerie populaire. L'iconographie qu'il utilise est un catalogue de la culture populaire, non seulement américaine, mais aussi mondiale.
Sa démarche s'inscrivant dans l'héritage du pop art, il s'approprie des objets et essaie de comprendre « pourquoi et comment des produits de consommation peuvent être glorifiés ». Tout au long de sa carrière, il a utilisé toutes sortes d'articles populaires, des aspirateurs et des ustensiles électroménagers enfermés dans des caisses de plexiglas et éclairés de néons d'abord, puis des ballons de basket en suspension dans des aquariums (grâce à l'aide du Dr Richard Feynman, lauréat du prix Nobel de physique), puis des bibelots rococo, des souvenirs de bazar (lapins gonflables, bergères ou petits cochons en sucre, Michael Jackson en porcelaine), enfin et surtout des jouets et des objets intimement liés à l'enfance.
Ces appropriations l'ont amené à être poursuivi et condamné pour plagiat.
En 2024, Elon Musk envoie 125 sculptures miniatures de Koons sur la Lune avec sa fusée Falcon 9.

### Vie privée et famille

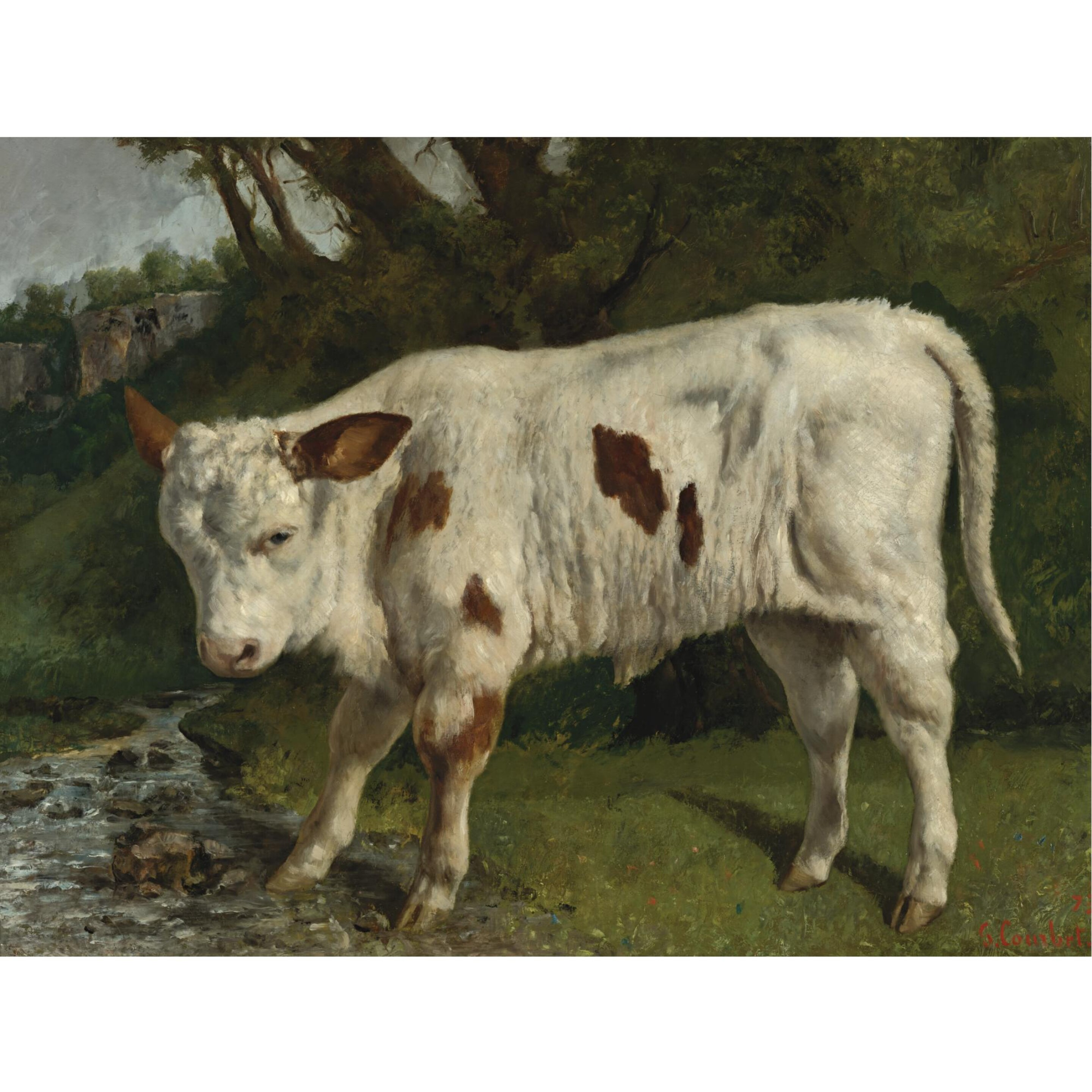
Version du Veau blanc de Gustave Courbet dans la collection particulière de Jeff Koons.

En 1991, Koons épouse l'actrice pornographique et femme politique Ilona Anna Staller, dite La Cicciolina, avec qui il réalise des œuvres provocatrices (Made in Heaven), notamment pornographiques, qui le font connaître du grand public mais qui essuient un échec auprès des élites artistiques, au point qu'il songera à détruire son travail, depuis revalorisé par la critique.
Le couple divorce en 1994, deux ans après la naissance de leur fils Ludwig. La séparation est marquée par de longues batailles juridiques, concernant notamment la garde de l'enfant, initialement donnée à Koons et plus tard transférée à la mère. Il s'est engagé auprès du Centre international pour les enfants disparus et exploités et a permis la création du Koons Family Institute of International Law and Policy (ICMEC). Il a retrouvé sa fille Shannon, conçue lorsqu'il faisait ses études et qui avait été confiée à l'adoption.
En 2002, il épouse l'artiste Justine Wheeler, qui avait travaillé dans son atelier ; ils ont plusieurs enfants.
En 1999, il est soumis à un redressement fiscal de trois millions de dollars. Il doit également au fur et à mesure se séparer de plus de 70 collaborateurs. Sa cote a depuis fortement augmenté et il travaille avec des mécènes qui financent chaque nouvelle œuvre, celles-ci coûtant plusieurs millions de dollars à fabriquer.
Il possède une maison à New York, une ferme familiale en Pennsylvanie ainsi qu'une collection d'art des XIXe et XXe siècles, dont des tableaux de René Magritte et Édouard Manet. Il possède aussi l'une des deux versions du Veau blanc de Gustave Courbet.
Il a fait un don de 50 000 dollars à Correct the Record (en), un Super PAC qui soutenait la campagne présidentielle de Hillary Clinton en 2016.

## Œuvres

### Résumé

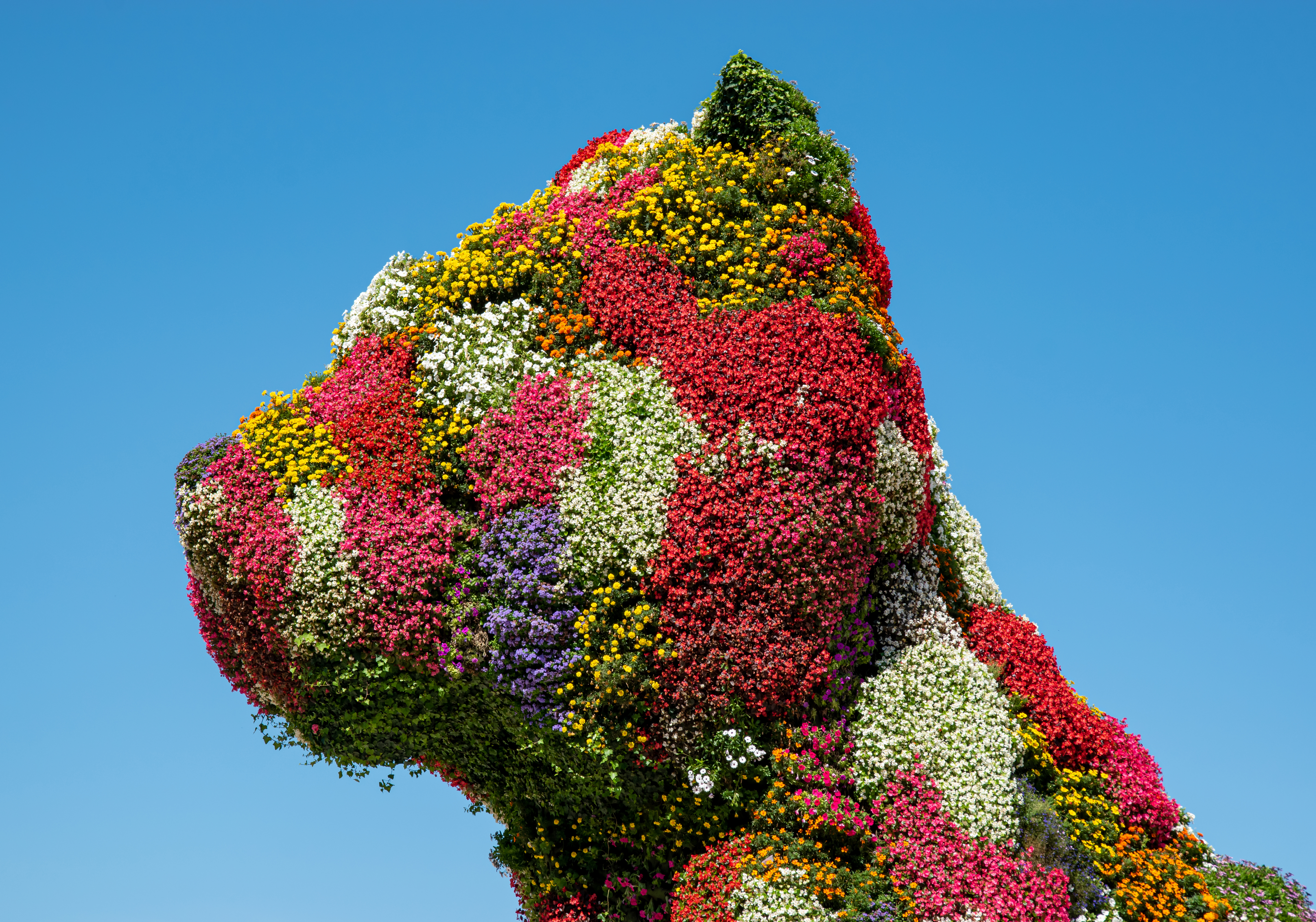
Puppy, musée Guggenheim de Bilbao, 1997.

Pour certains[précision nécessaire], « il est l'un des rares à avoir su dégager l'essentiel des courants avant-gardistes du siècle, notamment le pop art », mais c'est surtout un artiste cultivant le kitsch très apprécié par des milliardaires nouveaux riches (il a été l'artiste favori du financier américain Bernard Madoff).
Il débarque dans le monde de l'art avec ses premières œuvres datant de la fin des années 1970, début des années 1980, avec la série The News. Il arrive donc après les grands mouvements de la première moitié du XXe siècle, soit après le minimalisme, le pop art, ou encore Marcel Duchamp. Il se fait alors connaître grâce à une imagerie qui lui est propre : populaire, kitsch, froide, réalisées à partir de matériaux nobles comme le marbre, ou la porcelaine.
Sa production est très hétéroclite, et est constamment entre deux tensions ; elle traite toujours de deux opposés, ce qui rend ses œuvres à la fois kitsch et uniques, populaires et érudites, faciles et en même temps complexes. On peut qualifier son style de néo pop.
Il reprend, en les transformant, des figures de la culture américaine comme Popeye, Hulk ou Michael Jackson. En 1988, il réalise ainsi trois sculptures identiques en porcelaine de ce dernier et de son singe Bubbles intitulées Michael Jackson and Bubbles, dans le cadre de son exposition « Banality (en) ».

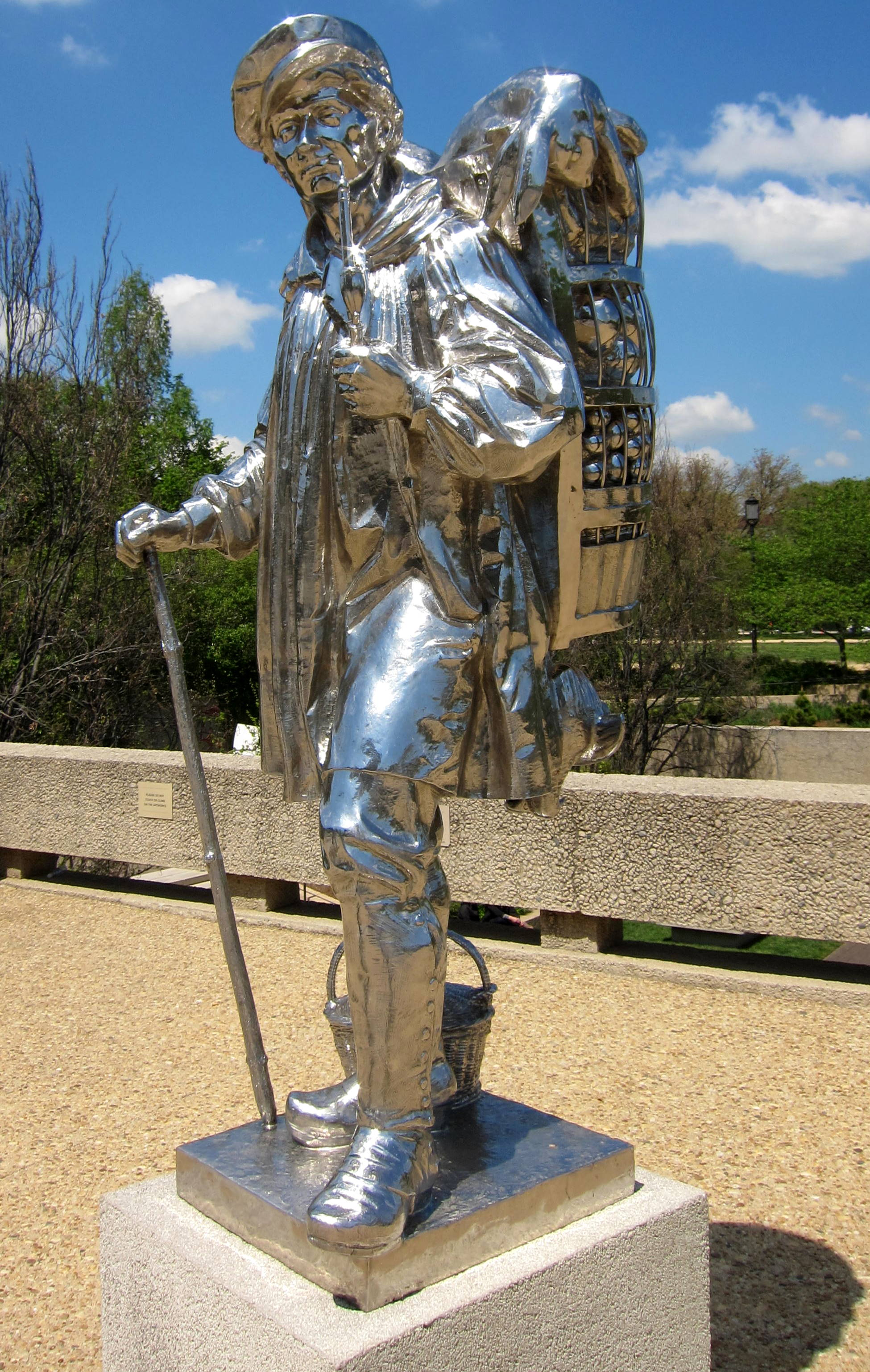
Kiepenkerl[10], acier inoxydable, 180 × 66 × 94 cm, édition de 3. 1987. Hirshhorn Museum's Sculpture Garden
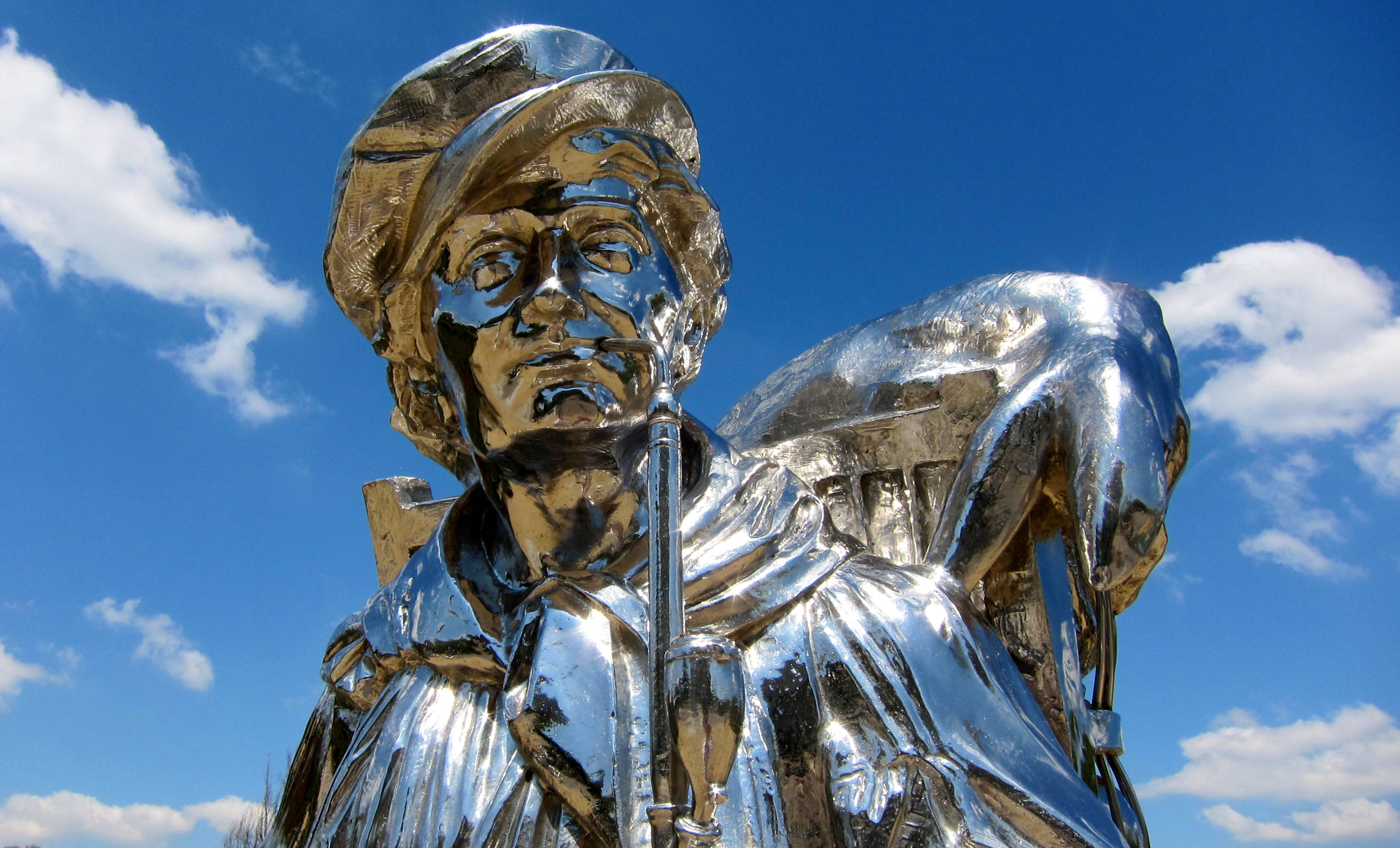
Détail de Kiepenkerl.
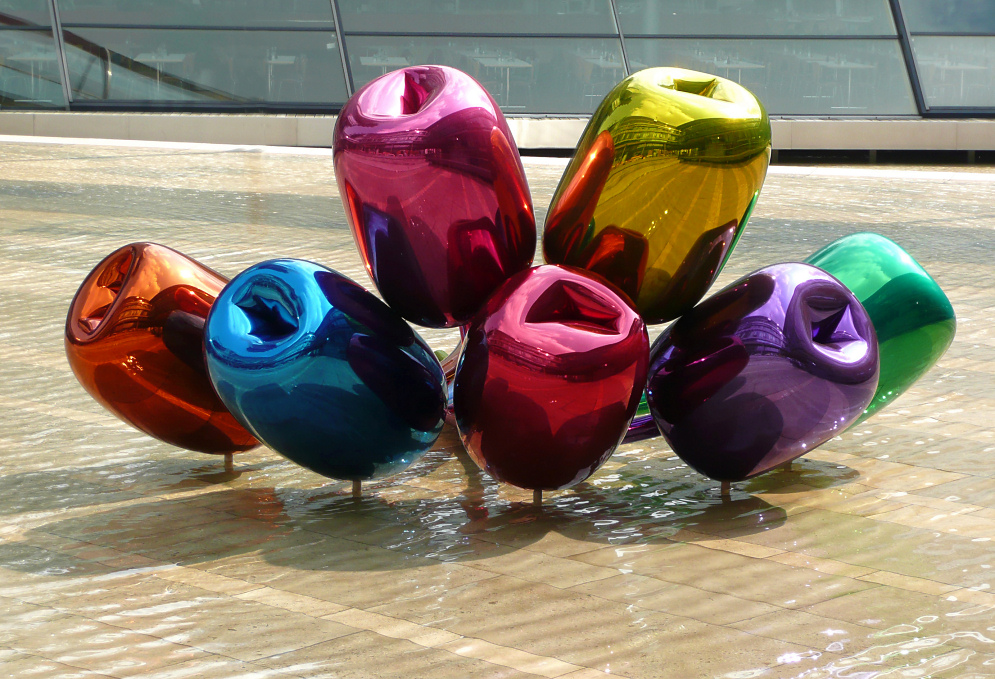
Tulipes, acier inoxydable poli miroir avec revêtement de couleur transparent. 2,03 × 4,57 × 5,20 m. 5 versions, 1995-2004. Hanovre.
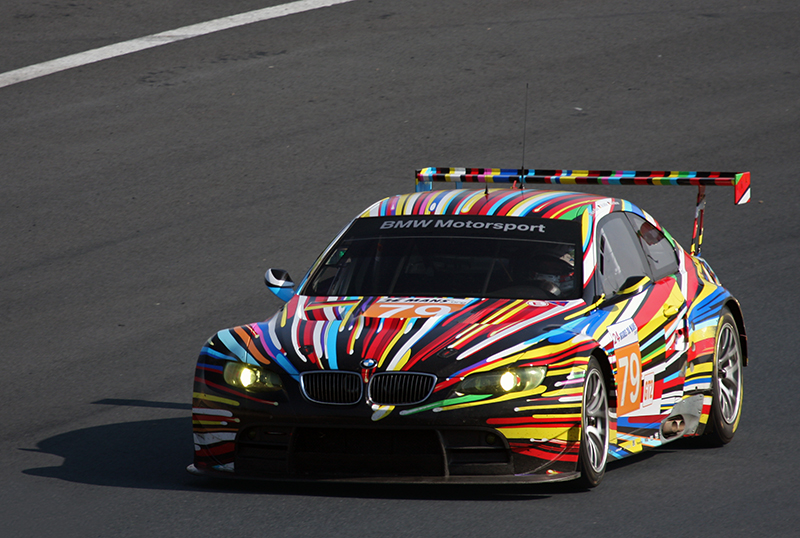
Jeff Koons a créé The 17th BMW Art Car qui a couru aux 24 Heures du Mans en 2010.

Jeff Koons utilise plusieurs techniques artistiques : l'installation, la photographie, la peinture, la sculpture sur tous matériaux (bois, marbre, verre, inox) jusqu'à la création assistée par ordinateur, sa technique de prédilection pour les peintures, qui sont ensuite mises en forme sur toile par ses assistants.
Il affirme essayer de faire de l'art pour le plus grand nombre et travailler toujours avec le souci de « traiter de choses avec lesquelles tout le monde peut créer un lien[réf. nécessaire]. »
Malgré la simplicité apparente de ses œuvres, Koons y met le plus grand soin, ses Balloon Dogs, par exemple, reproduisent le moindre plissement du ballon. Le temps de production d'une sculpture serait de près de trois ans.
L'une de ses créations, Split-Rocker, est une sculpture réalisée avec plus de 100 000 fleurs. Elle représente pour une moitié un Dino, pour une moitié un Pony, tous deux issus de l'imagerie de l'enfance. Elle a été acquise par François Pinault en 2001.
Considérée comme sa première rétrospective en France, l'exposition de 2008 regroupant 17 sculptures de Koons au château de Versailles est la première exposition ambitieuse d'un artiste américain contemporain organisée par le château. Le New York Times a rapporté que « plusieurs dizaines de personnes ont manifesté devant les portes du palais » lors d'une manifestation organisée par un groupe de droite inconnu et luttant pour la pureté artistique française. L'exposition a également été critiquée car 90% du financement de l'exposition, d'une valeur de 2,8 millions de dollars, provenait de mécènes privés, principalement François Pinault.
Koons a collaboré avec BMW et a décoré la 17e art car de la marque, une M3 courant dans la catégorie GT2 aux 24 Heures du Mans 2010. Cette décoration spéciale, réalisée à partir d'une impression numérisée sur vinyle recouverte de deux épaisseurs de film transparent de protection, a été dévoilée le 1er juin 2010 au Centre Georges-Pompidou à Paris.
Il a participé à la création de la statue de Artpop (quatrième album de la chanteuse Lady Gaga), dévoilée le 11 novembre 2013 lors de la ArtRave.

### Collaboration
En 2017, il conçoit pour Louis Vuitton cinq sacs reprenant des toiles célèbres : Mars, Vénus et Cupidon du Titien, La Joconde de Léonard de Vinci, La Chasse au tigre de Rubens, La Gimblette de Fragonard, et Champs de blé avec cyprès de Vincent van Gogh.

### Cote

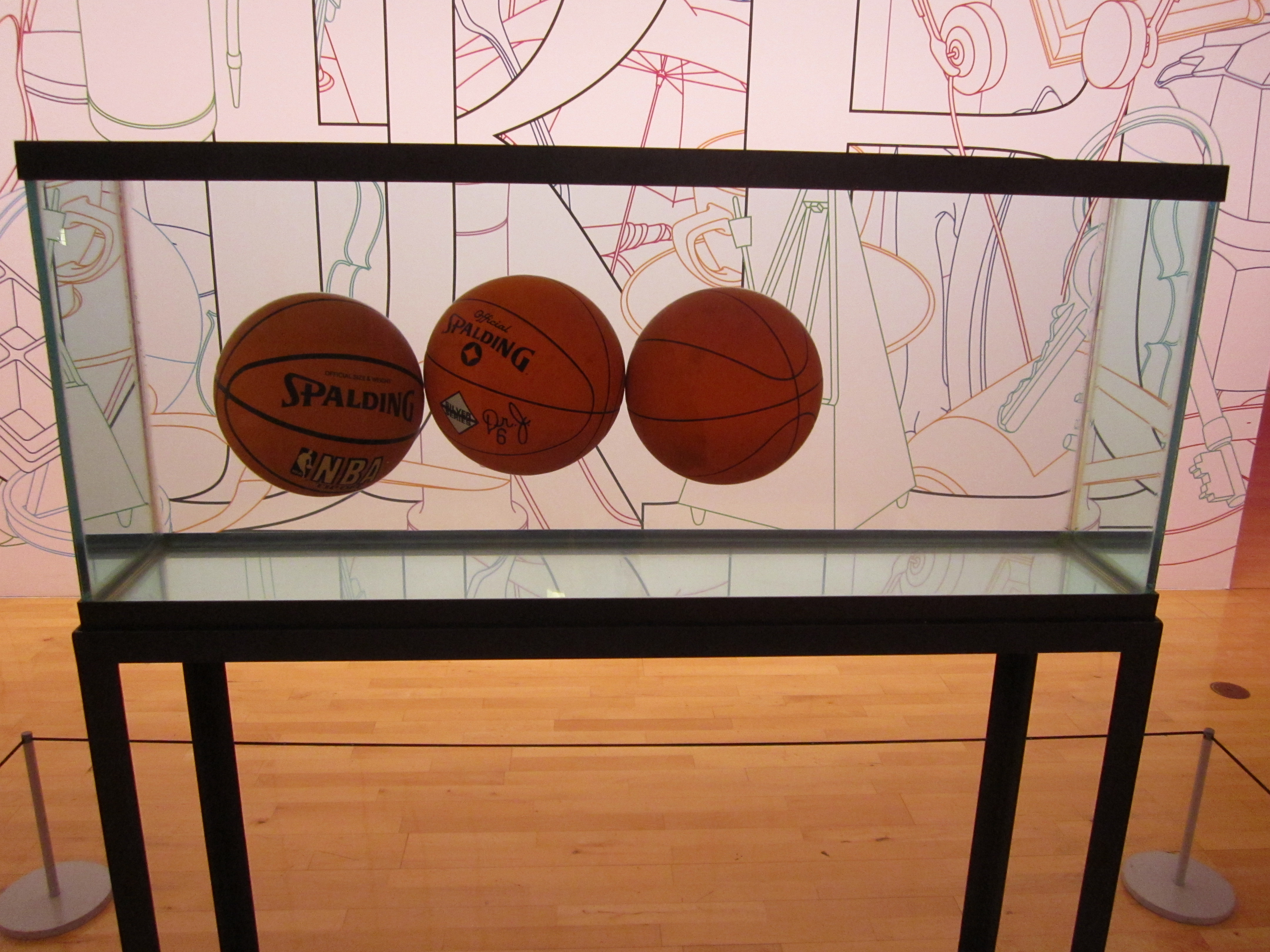
Three Ball Total Equilibrium Tank (Dr. J Silver Series) ;. Verre, acier, chlorure de sodium, eau distillée et trois ballons de basket (1985) au Tate Liverpool.

Michael Jackson and Bubbles a été vendue aux enchères chez Sotheby's le 15 mai 2001 au prix record de 5,6 millions de dollars.
Jeff Koons a été l'artiste vivant le plus cher aux enchères avec Balloon Flower (Magenta) vendu 12 921 250 £ (soit 16 343 000 € avec les frais de vente) par Christie's à Londres le 30 juin 2008, détrôné quelques mois plus tard par Lucian Freud, puis par David Hockney en 2018. Jeff Koons reprend la première place grâce à un Rabbit vendu 91,1 millions de dollars chez Chistie's New York le 17 mai 2019.
L’œuvre intitulée Puppy a été vendue 29 765 000 € selon Paris-Match[réf. nécessaire].
Il a été classé 54e artiste en produit de ventes aux enchères pour l'année 2008.
Koons considère qu'il n'est pas bon comme homme d'affaires : « Je préfère penser que je suis un très bon artiste. »
En 2014, Jeff Koons est classé par le magazine ArtReview dans le top 10 du « Power 100 » (classement des cent personnalités les plus influentes du monde de l'art contemporain). Il passe de la 56e place à la 7e.
Son œuvre One Ball Total Equilibrium Tank a été vendue chez Christie's au Rockefeller Center de New York le 8 mai 2016 pour 13 371 732 €.

## Affaires de plagiat
Jeff Koons a été condamné plusieurs fois pour plagiat : en 1992 pour sa sculpture String of Puppies (plagiat d’un cliché du photographe Art Rodgers) ; en 1993 pour avoir représenté Odie, un personnage de Garfield, dans Wild Boy and Puppy ; en 2017 pour la sculpture Naked (contrefaçon de la photo intitulée Enfants de Jean-François Bauret),...
En 2015, le photographe Mitchel Gray a déposé plainte pour plagiat d’une de ses affiches publicitaires.
En 2018, il est accusé d'avoir plagié une publicité de la marque Naf Naf,. Le 23 février 2021, il est définitivement condamné pour contrefaçon par la cour d’appel de Paris. Selon l'arrêt rendu, sa sculpture intitulée « Fait d’hiver » reprend bien le visuel d’une publicité créée en 1985 pour la marque de vêtements « Naf-Naf », œuvre du photographe Franck Davidovici. La cour d'appel lui dénie par ailleurs le droit de se prévaloir de l’exception de parodie, « Fait d’hiver » ne constituant pas explicitement une manifestation d’humour ou une raillerie. Jeff Koons ne peut pas non plus invoquer la liberté d’expression artistique, dans la mesure où celle-ci suppose que l'œuvre originale soit connue du grand public et que ce dernier peut donc comprendre les raisons de la transformation artistique du visuel initialement commercial.

## Expositions (sélection)

### Années 1980
- 1980 : The New, New Museum of Contemporary Art, New York
- 1985 : Equilibrium, International With Monument Gallery, New York ; Feature Gallery, Chicago
- 1986 : Luxury and Degradation, Daniel Weinberg Gallery, Los Angeles ; International With Monument Gallery, New York
- 1987 : The New : Encased works 1981-1986, Daniel Weinberg Gallery, Los Angeles
- 1988 :
  - Jeff Koons : Works 1979-1988, Museum of Contemporary Art, Chicago
  - Banality, Galerie Max Hetzler, Cologne; Sonnabend Gallery, New York ; Donald Young Gallery, Chicago
- 1989 : Jeff Koons – Nieuw Werk, Galerie ‘T Venster, Rotterdamse Kunststichting

### Années 1990
- 1991 : Made in Heaven, Galerie Max Hetzler, Cologne ; Sonnabend Gallery, New York ; GalerieLehmann, Lausanne (1992) ; Christophe Van de Weghe, Bruxelles (1992)
- 1992 :
  - Jeff Koons Retrospective, Stedelijk Museum, Amsterdam; Aarhus Kunstmuseum (1993); Staatsgalerie Stuttgart (1993)
  - Jeff Koons Retrospective, San Francisco Museum of Modern Art (1992-93) ; Walker Art Center, Minneapolis (1993)
  - Puppy, Schloss Arolsen
- 1994 : Jeff Koons : A Survey 1981-1994, Anthony d’Offay Gallery, Londres
- 1995 : Puppy, Museum of Contemporary Art, Sydney
- 1997 :
  - Puppy, Guggenheim Museum, Bilbao
  - Jeff Koons, Galerie Jérôme de Noirmont, Paris
- 1998 : Jeff Koons : Encased Works, Anthony d’Offay Gallery, Londres
- 1999 :
  - Easyfun, Sonnabend Gallery, New York.
  - Jeff Koons, A Millenium Celebration, Deste Foundation, Athènes (1999-2000)

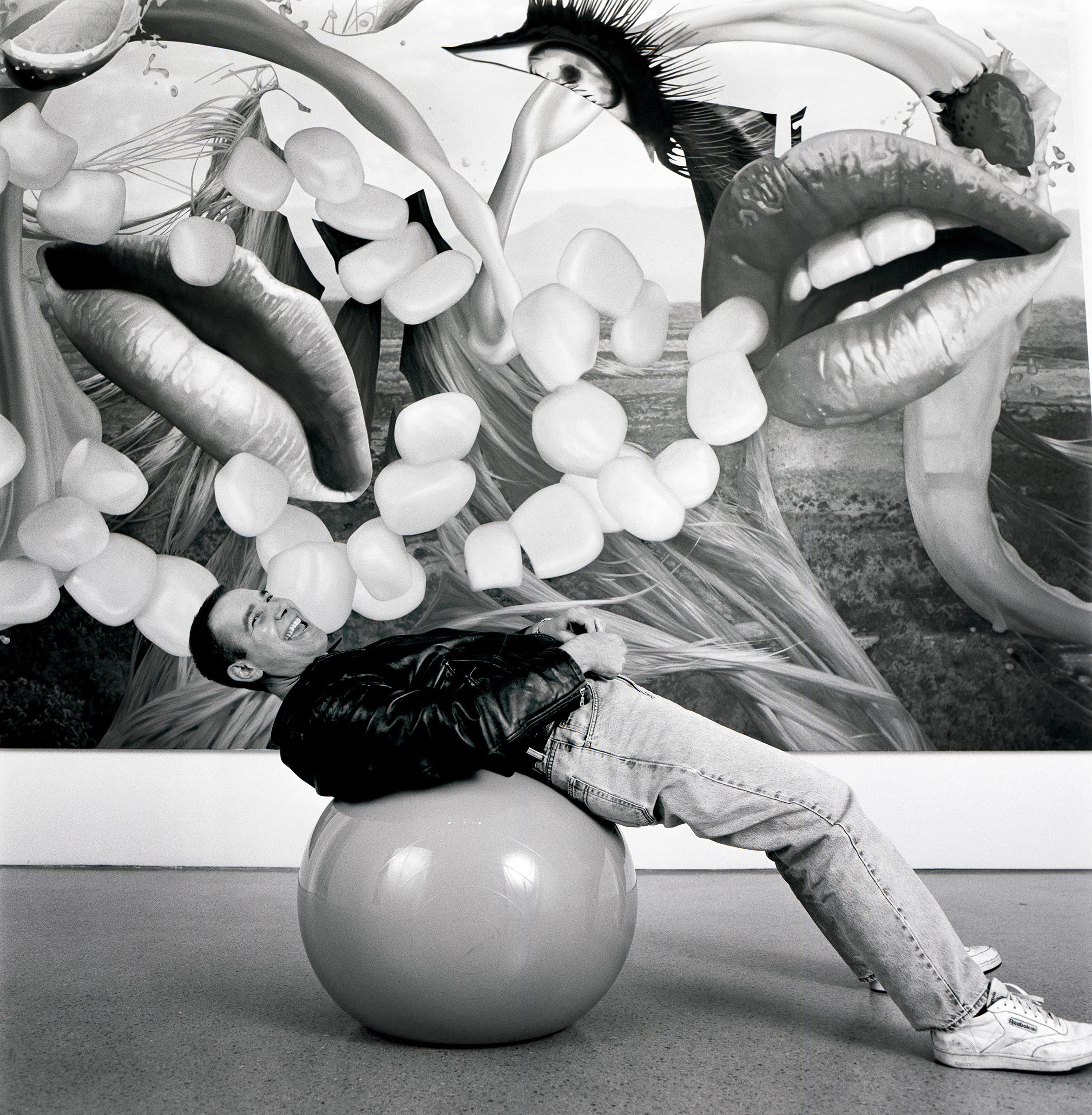
Jeff Koons photographié par Oliver Mark, Berlin 2000

### Années 2000
- 2000 :
  - Easyfun-Ethereal, Deutsche Guggenheim, Berlin (2000-2001) ; Fruitmarket Gallery, Edimbourg (2001) ; Guggenheim Museum, Bilbao (2001-2002) ; 25e Biennale de SaoPaulo (2002) ; Guggenheim Museum, New York
  - Puppy, Rockefeller Center, New York
  - Split-Rocker, Palais des papes, Avignon
- 2001 :
  - New Paintings, Gagosian Gallery, Los Angeles, Californie
  - Easyfun–Ethereal, Fruitmarket Gallery, Edinburgh, Écosse
  - Jeff Koons, Kunsthaus Bregenz
- 2002 :
  - Easyfun-Ethereal, 25th Sao Paulo Biennial, Sao Paulo, Brésil
  - Easyfun-Ethereal, Guggenheim Museum, New York
  - Jeff Koons, York College, York, Pennsylvanie
  - Jeff Koons. Paintings, Photos, Prints 1980-2002, Kunsthalle Bielefeld
  - Popeye, Sonnabend Gallery, New York
- 2003 :
  - Jeff Koons, Museo Archeologico Nazionale, Naples
  - Popeye, Sonnabend Gallery, New York
- 2004 :
  - Jeff Koons : Highlights of Twenty-Five Years, C&M Arts, New York
  - From Pop to Now : Selections from the Sonnabend Collection, The Tang Museum, Saratoga Springs, New York ; The Wexner Center for the Arts, Columbus, Ohio
  - Retrospektiv, exposition itinérante : Astrup Fearnley Museet for Moderne Kunst, Oslo ; Helsinki City Art Museum (catalogue)
- 2008 :
  - Jeff Koons - Celebration, Neue Nationalgalerie, Berlin ; 11 œuvres exposées au rez-de-chaussée de cette galerie berlinoise.
  - Koons Versailles  17 œuvres emblématiques de l'artiste prennent place dans les appartements et les jardins du château de Versailles[22], du 10 septembre 2008 au 4 janvier 2009.

### Années 2010
- 2010 : Popeye sculpture, Galerie Jérôme de Noirmont, Paris[23]
- 2012 :
  - Beauté animale - de Dürer à Jeff Koons, Galeries nationales du Grand Palais, Paris (exposition collective)
  - Split Rocker - Jeff Koons à la Fondation Bayeler, Bâle
  - Galerie Almine Rech, Bruxelles
- 2013 :
  - Lady Gaga - Jeff Koons à la artRAVE (festival célébrant la sortie de ARTPOP par Lady Gaga)
- 2014- 2015 :
  - Jeff Koons, La Rétrospective, Centre Pompidou, Paris
- 2015 :
  - Jeff Koons, La Rétrospective, Musée Guggenheim, Bilbao. Du 9 juin 2015 au 27 septembre 2015.
- 2016
  - Almine Rech Gallery, Londres
  - Jeff Koons, le peintre et le sculpteur, Schirn Kunsthalle & Liebighaus, Francfort, du 20 juin au 16 septembre 2016[24]
- 2019
  - Antiquity (Daughters of Leucippus), Musée Saint-Raymond de Toulouse. Du 22 février au 22 septembre 2019.

### Années 2020
- 2021
  - Jeff Koons Mucem, œuvres de la collection Pinault, Musée des Civilisations de l'Europe et de la Méditerranée, Marseille. Jusqu'à 18 octobre 2021.